# Balve Optimum

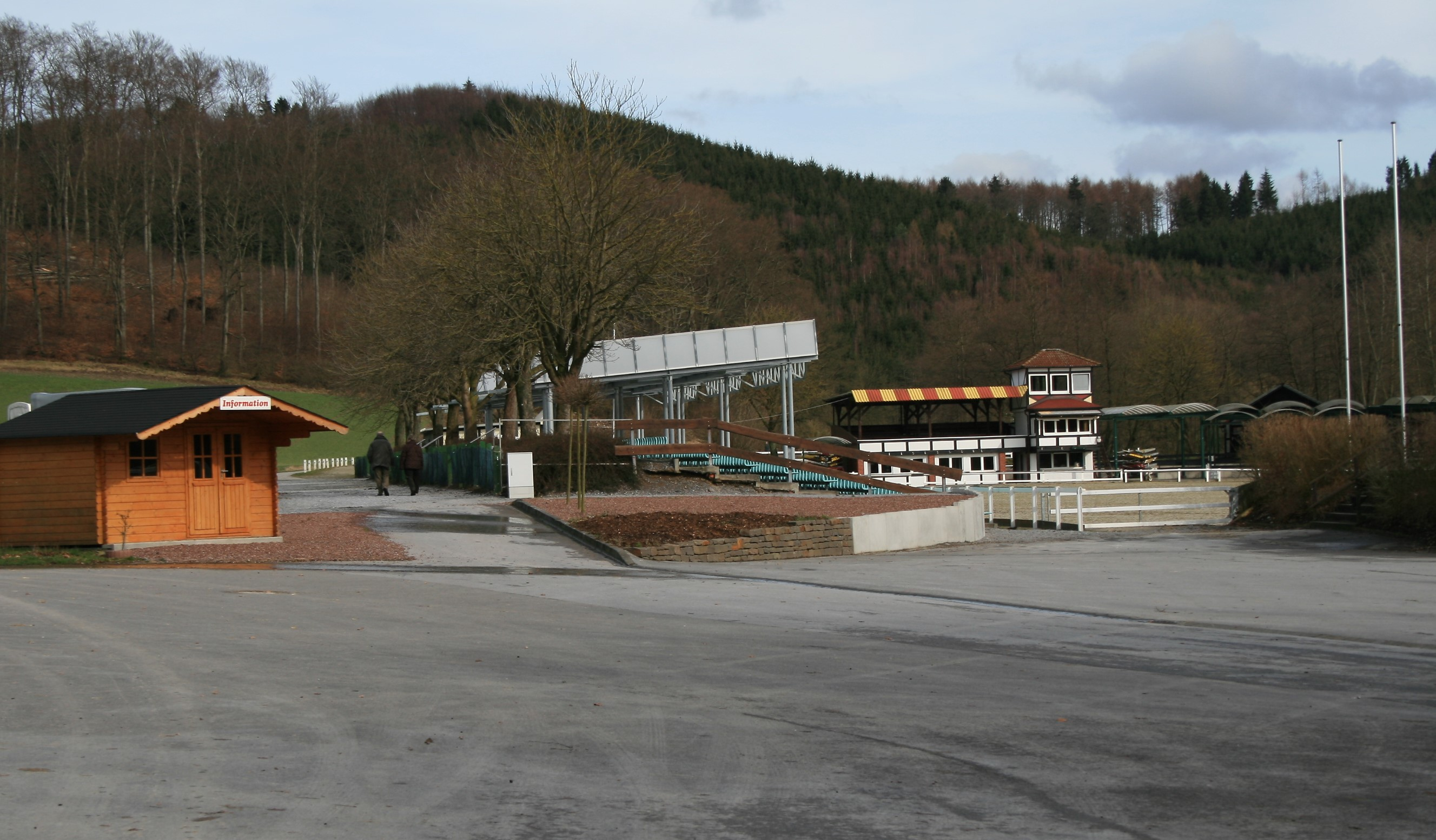
Eingangsbereich Springplatz

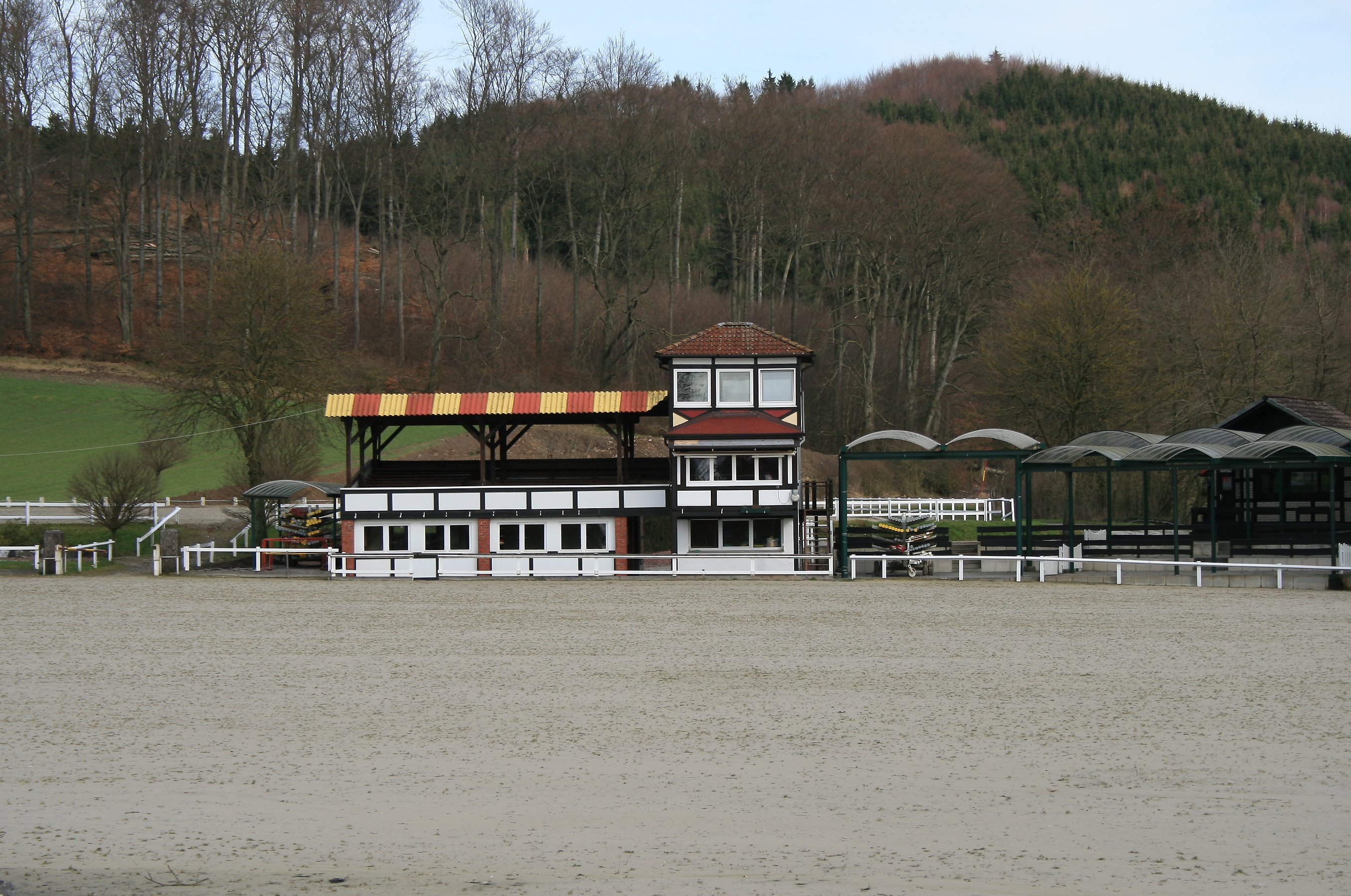
Richterturm mit Meldestelle

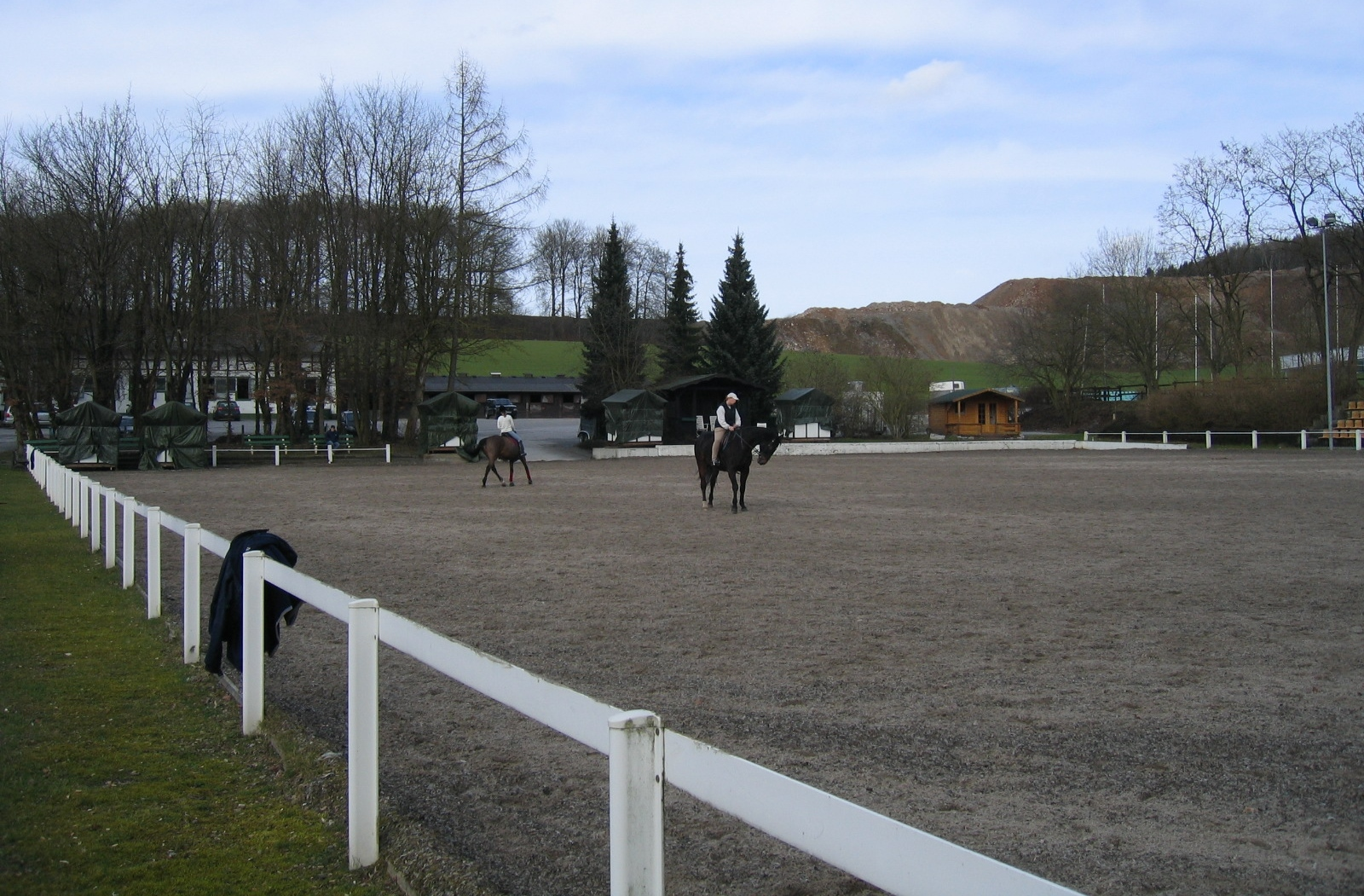
Dressurplatz

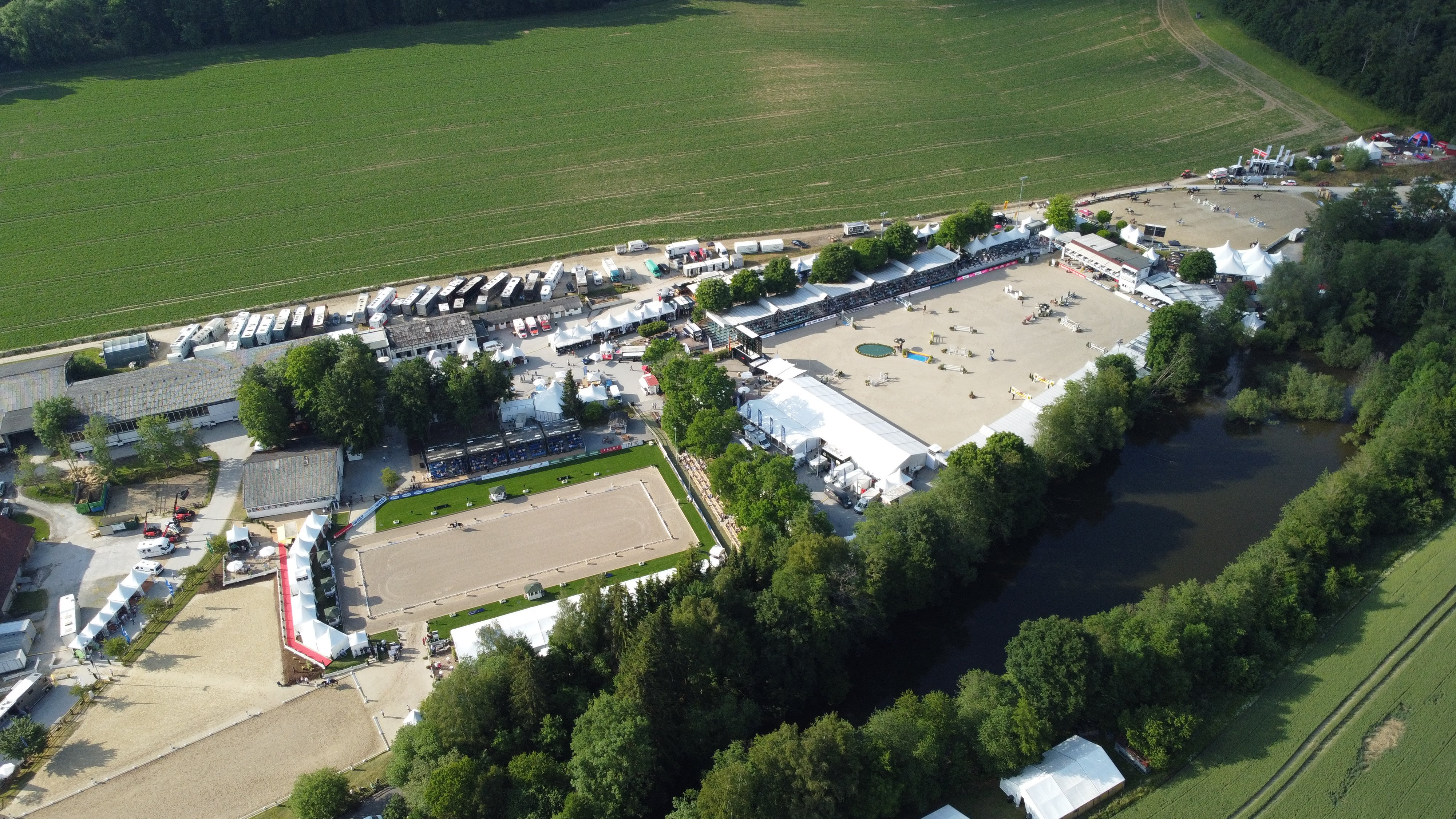
Balve Optimum 2022, Luftbild

Das Longines Balve Optimum ist ein traditionsreiches Reitturnier, das jährlich in der Regel im Juni auf dem Turniergelände am Schloss Wocklum im Balver Orlebachtal stattfindet. Teil des Turniers sind regelmäßig Deutsche Meisterschaften.
An diesem Turnier nehmen Reiter aus aller Welt teil. Bisher waren beispielsweise in der Disziplin Springen bekannte Sportler wie Ludger Beerbaum, Hugo Simon, Rodrigo Pessoa und Marco Kutscher sowie in der Disziplin Dressur unter anderem Nicole Uphoff und Isabell Werth am Start.
Ausgerichtet und organisiert wird das Turnier von der Turniergemeinschaft Balve GmbH und dem Reiterverein Balve. Für die Veranstaltung stand 2020 ein Etat von 1,5 Millionen Euro zur Verfügung.

## Geschichte
Der Reiterverein Balve e. V. wurde am 23. Februar 1925 als Reit- und Fahrverein Balve und Umgebung gegründet mit Max Graf Landsberg als 1. Vorsitzenden. Das erste Turnier fand mit Sondergenehmigung der Besatzungsmacht 1947 auf der Allhoffs Wiese statt. Ein Jahr später, am Tag der Währungsreform, wurde es erstmals am heutigen Austragungsort in Balve-Wocklum durchgeführt. 1949 wurde Dieter Graf Landsberg-Velen zum Vorsitzenden gewählt.
Anlässlich des 25-jährigen Vereinsjubiläums errichtete man 1950 die ersten Tribünen mit 3.000 Plätzen und baute den Turnierplatz aus. In den zwei darauf folgenden Jahren folgte die Erweiterung des Hauptplatzes. Ein Richterturm mit Meldestelle entstand. Hans Günter Winkler nahm 1951 erstmals am Balver Turnier teil. In den Folgejahren wurde weiter aus- und umgebaut.
1959 drehte das Deutsche Fernsehen vor Ort. 1972 fanden zum ersten Mal Olympiavorbereitungsspringen in Wocklum statt, 1976 mit ausländischer Beteiligung. Arnim Basche kommentierte 1984 für das ZDF von der erstmals in Wocklum stattfindenden deutschen Meisterschaft der Spring- und Dressurreiter, die mit der Sichtung von Reitern für die Olympischen Sommerspiele in Los Angeles verbunden war.

### Deutsche Meisterschaften
Ab 1992 wurden die deutschen Meisterschaften eines Olympiajahres immer in Balve ausgetragen, so auch 2008. In diesen Jahren fand im Gegenzug das Internationale Turnier in Balve nicht statt.
Nachdem in den Jahren bis 2007 sich zunehmend der Trend abzeichnete, dass die deutschen Top-Reiter statt an den deutschen Meisterschaften an anderen internationalen Turnieren teilnahmen, wurde über ein neues Konzept nachgedacht. Ab 2008 wurden die deutschen Meisterschaften der Spring- und Dressurreiter über mehrere Jahre nach Balve vergeben, im Gegenzug veranstaltete der Turnierausrichter ab 2009 als Rahmenturnier bei den deutschen Meisterschaften ein internationales Springturnier (CSI 3*).
Im Jahr 2010 kollidierte der Termin der geplanten deutschen Meisterschaften in Balve mit dem Termin der Fußball-Weltmeisterschaft 2010, so dass keine Fernseh-Übertragungen hätten garantiert werden können. Aus diesem Grund war geplant, die deutschen Meisterschaften um eine Woche vorzuziehen. In diesem Fall wären die deutschen Meisterschaften der Dressurreiter jedoch nicht in Balve, sondern bei dann parallel stattfindenden Dressurfestival Lingen ausgetragen worden. Die Deutsche Reiterliche Vereinigung entschied jedoch Ende 2009, dass anstelle von Balve das terminlich besser gelegene Turnier der Sieger in Münster (Westf.) die deutschen Meisterschaften der Dressur- und Springreiter austragen soll, im Gegenzug fand im Rahmen des Balve Optimum 2010 eine Etappe der Riders Tour statt.
Seit 2011 werden die deutschen Meisterschaften jedes Jahr in Balve ausgetragen. 2024 wurde bekanntgegeben, dass die Deutschen Meisterschaften bis zum Jahre 2030 weiter in Balve ausgetragen werden. Das für den Mai 2020 vorgesehene Turnier wurde, wie alle anderen internationalen Turniere weltweit zu dieser Zeit, aufgrund der COVID-19-Pandemie abgesagt. Die Dressurwettbewerbe konnten im September 2020 nachgeholt werden. Aufgrund der behördlichen Vorgaben für dieses September-Turnier entschied sich der Veranstalter, die Springreitwettbewerbe nicht durchzuführen. Die deutschen Meisterschaften der Springreiter wurden später neu vergeben.
2021 fand das Turnier trotz der zu dem Zeitpunkt noch laufenden dritten Welle der COVID-19-Pandemie in Deutschland wieder regulär statt und konnte auch eine begrenzte Anzahl von geimpften und genesenen Besuchern auf die Anlage lassen. Durch das Hochwasser im Sommer 2021 war auch die Turnieranlage in Balve betroffen. Bis zum Turnier 2022 wurden die Reitplätze erneuert.

## Balve Optimum

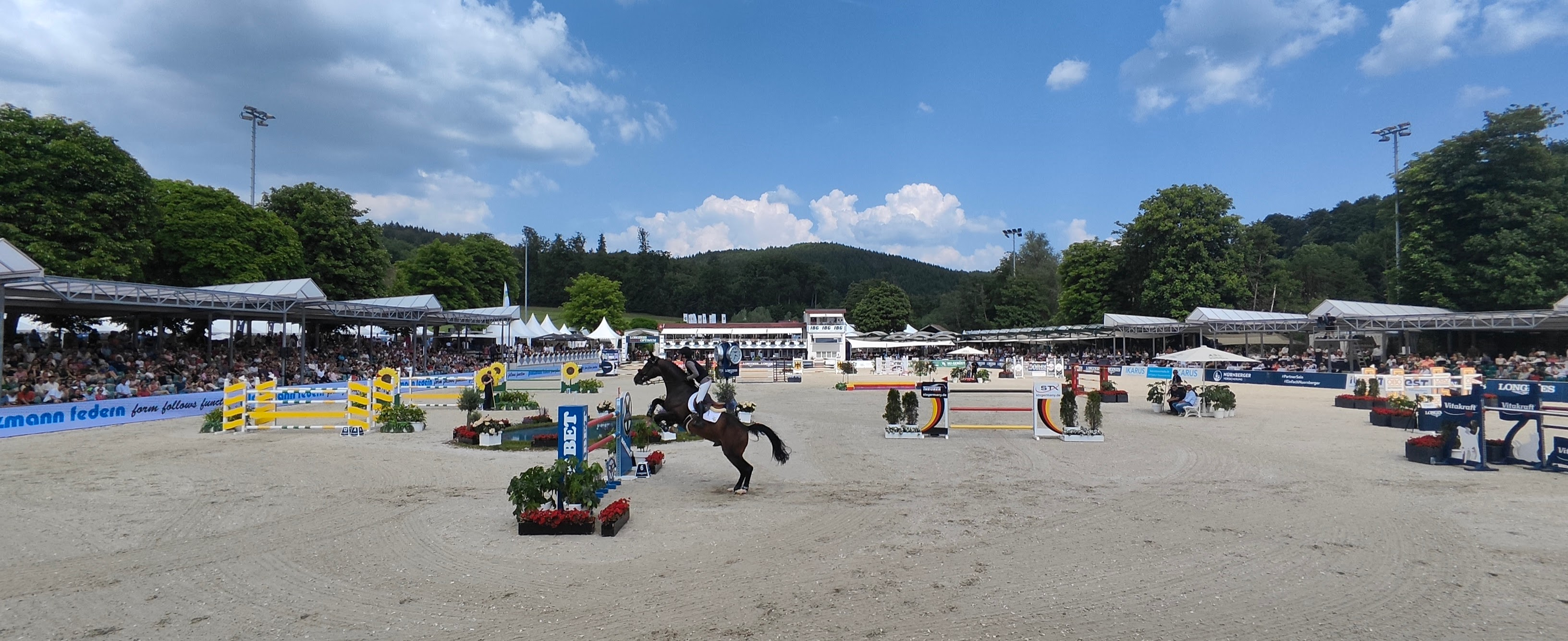
Springstadion während der Deutschen Meisterschaften 2025

Seit 1997 tragen die Turniere den Namen „Balve Optimum“. 2006, im Jahr der Fußball-Weltmeisterschaft in Deutschland, wurde auf den Monat August ausgewichen. Von 2009 bis 2019 wurde der Große Preis in Jahren mit deutschen Meisterschaften in Balve am Samstag ausgetragen.
Die deutschen Meisterschaften in Balve 2021 waren erstmals Teil der Multisportveranstaltung „Die Finals“. Damit verschob sich der Zeitplan des Turniers, die Meisterschaftswertungen fanden vom Turnierdonnerstag bis zum Samstag statt. Das Championat der Springreiter bildet den neuen Höhepunkt des Turniersonntags. Es handelt sich um eine internationale Springprüfung, die je nach Ausschreibung als Springprüfung mit Stechen, Siegerrunde oder mit zwei Umläufen ausgetragen wird. Eine weitere Neuerung waren die 2021 erstmals durchgeführten Meisterschaften der U25*-Dressurreiter, die Teil des Balve Optimum waren.
Erstmals wurde im Jahr 2013 ein Preis für besondere außersportliche Leistungen, der "Optimum Award", an Ulrich Bettermann vergeben.

### Die Sieger seit 2005
| Jahr | Ausschreibung des Turniers                                                                 | Sieger im Championat von Balve                | Sieger in der Grand Prix Kür                                          |
| ---- | ------------------------------------------------------------------------------------------ | --------------------------------------------- | --------------------------------------------------------------------- |
| 2005 | CSI 3*, CDI 3*                                                                             | Heinrich-Hermann Engemann Aboyeur W           | Heike Kemmer Bonaparte                                                |
| 2006 | CSI 3*                                                                                     | Christian Ahlmann Cöster                      | keine Dressurprüfungen ausgetragen                                    |
| 2007 | CSI 3*, CDI 4*                                                                             | Markus Renzel Conally                         | Nadine Capellmann Elvis VA                                            |
| 2008 | Nationales Springreitturnier bis Klasse S*** (Rahmenturnier der deutschen Meisterschaften) | Otto Becker Dobel's Cordina                   | Dressurprüfungen fanden im Rahmen der deutschen Meisterschaften statt |
| 2009 | CSI 3* (Rahmenturnier der deutschen Meisterschaften)                                       | Taizo Sugitani Avenzio                        | Dressurprüfungen fanden im Rahmen der deutschen Meisterschaften statt |
| 2010 | CSI 4* (mit Wertungsprüfung Riders Tour)                                                   | Albert Zoer Uruguay                           | keine Dressurprüfungen ausgetragen                                    |
| 2011 | CSI 2* (Rahmenturnier der deutschen Meisterschaften)                                       | Meredith Michaels-Beerbaum Bella Donna        | Dressurprüfungen fanden im Rahmen der deutschen Meisterschaften statt |
| 2012 | CSI 2* (Rahmenturnier der deutschen Meisterschaften)                                       | Philipp Weishaupt Souvenir                    | Dressurprüfungen fanden im Rahmen der deutschen Meisterschaften statt |
| 2013 | CSI 2* (Rahmenturnier der deutschen Meisterschaften)                                       | Daniel Deußer Domingo                         | Dressurprüfungen fanden im Rahmen der deutschen Meisterschaften statt |
| 2014 | CSI 2* (Rahmenturnier der deutschen Meisterschaften)                                       | Christian Ahlmann Aragon                      | Dressurprüfungen fanden im Rahmen der deutschen Meisterschaften statt |
| 2015 | CSI 2* (Rahmenturnier der deutschen Meisterschaften)                                       | Michael Jung Sportsmann S                     | Dressurprüfungen fanden im Rahmen der deutschen Meisterschaften statt |
| 2016 | CSI 2* (Rahmenturnier der deutschen Meisterschaften)                                       | Felix Haßmann Balzaci                         | Dressurprüfungen fanden im Rahmen der deutschen Meisterschaften statt |
| 2017 | CSI 2* (Rahmenturnier der deutschen Meisterschaften)                                       | Felix Haßmann Balzaci                         | Dressurprüfungen fanden im Rahmen der deutschen Meisterschaften statt |
| 2018 | CSI 2* (Rahmenturnier der deutschen Meisterschaften)                                       | Marcus Ehning Qooper Z                        | Dressurprüfungen fanden im Rahmen der deutschen Meisterschaften statt |
| 2019 | CSI 2* (Rahmenturnier der deutschen Meisterschaften)                                       | Sven Fehnl Celsia                             | Dressurprüfungen fanden im Rahmen der deutschen Meisterschaften statt |
| 2020 | Deutsche Meisterschaften im Dressurreiten und Dressur-Rahmenprüfungen                      |                                               | Dressurprüfungen fanden im Rahmen der deutschen Meisterschaften statt |
| 2021 | CSI 2* (Rahmenturnier der deutschen Meisterschaften)                                       | Janne Friederike Meyer-Zimmermann Chaka Chaka | Dressurprüfungen fanden im Rahmen der deutschen Meisterschaften statt |
| 2022 | CSI 2* (Rahmenturnier der deutschen Meisterschaften)                                       | Maximilian Lill Dexter Bois Margot            | Dressurprüfungen fanden im Rahmen der deutschen Meisterschaften statt |

Anmerkungen:
1. ↑  bis 2010 als Großer Preis von Balve betitelt